# Kurt Walter (Astrophysiker)

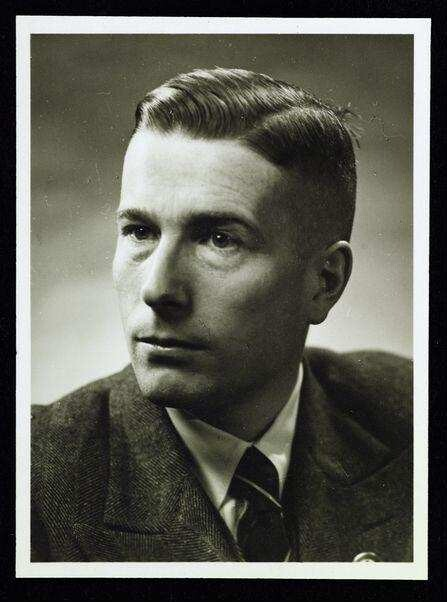
Kurt Walter, etwa 1940

Kurt Walter (* 22. September 1905 in Reutlingen; † 16. Oktober 1992 in Tübingen) war ein deutscher Astronom und Astrophysiker.

## Leben
Kurt Walter wurde am 22. September 1905 in Reutlingen geboren. Er studierte Mathematik und Physik an der Universität Stuttgart und Astronomie an der Albertus-Universität Königsberg, wo er 1928 promovierte, sich 1932 habilitierte und Privatdozent wurde. An der Universität Berlin wurde Walter 1937 Universitätsdozent und 1941 außerplanmäßiger Professor. Im gleichen Jahr unterstand ihm provisorisch die Sternwarte in Krakau. Nach dem Zweiten Weltkrieg arbeitete er zeitweilig als Bibliothekar in Stuttgart. Im Jahre 1962 wurde Kurt Walter Professor für Astronomie an der Universität Tübingen. Er wurde 1972 emeritiert. Sein Hauptinteresse galt Doppelsternen mit geringen Umlaufzeiten.
Kurt Walter starb am 16. Oktober 1992 in Tübingen.

## Veröffentlichungen
- Untersuchungen über Bedeckungsveränderliche, in: Veröffentlichungen der Sternwarte Königsberg, Heft 2, 1931
- Die Bewegungsverhältnisse in sehr engen Doppelsternsystemen, Halle Niemeyer, 1933
- Über die Librationen im System VW Cephei, 1936
- Über das Masse-Leuchtkraft-Gesetz bei Berücksichtigung der Gezeitendeformation der Sterne, in: Zeitschrift für Astrophysik, Bd. 15/5, 1938 (online)
- Untersuchungen über das System U Sagittae auf Grund photometrischer Beobachtungen in verschiedenen Farbbereichen, in: Zeitschrift für Astrophysik, Bd. 16/3, 1938
- Zustand und Aufbau von Algolsystemen, in: Zeitschrift für Astrophysik, Bd. 19/3, 1940 (online)
- Über Polarisation im Nebel um FU Orionis, in: Mitteilungen des Astrophysikalischen Observatoriums Potsdam, Nr. 10, 1941 (online)
- Jahresbericht der Sternwarten des Generalgouvernements für die Jahre 1940-1943, in: Vierteljahresschrift Astronomische Gesellschaft, 79, 42, 1943
- Geordnete Strömungen in instabilen Schichten grosser Ausdehnung auf stellare Konvektionszonen, in: Annales d’Astrophysique, Vol. 28, S. 648, 1965 (online)
- Note on the Analysis of Light Curves of Eclipsing Binaries with Dissimilar Components, in: Astrophysics and Space Science, Volume 2, Issue 3, 1968 (online)
- Astronomy in Poland during the Second World War, in: Journal of the British Astronomical Association, 97, 270, 1987 (online)